# Orzesze
Orzesze (udtale: [ɔˈʐɛʂɛ], tysk: Orzesche, schlesisk: Ôrzeszŏ) er en by i det Schlesiske højland i den sydlige del af voivodskabet Schlesien i det sydlige Polen. Byen har 21.631(2021) indbyggere og et areal på 	83.79 km², og er en del af powiatet Mikołów.

## Historie
Orzesze kan dateres tilbage til middelalderen, men forblev den en landsby, da den først fik byrettigheder i 1962.
Under den fælles tysk-sovjetiske invasion af Polen, som startede 2. verdenskrig, blev byen erobret af Tyskland den 3. september 1939. Tyskerne gennemførte straks massearrestationer af polske aktivister, spejdere og oprørere fra Schlesiske opstande 1919–1921. Den 3. september massakrerede Wehrmachttropper 12 polakker, og den 4. september blev massakrerede Frikorpset 29 polakker fra Orzesze i den nærliggende Pasternik-skov.